# Manoir de Granges
Le manoir de Granges est un manoir situé à Yzeures-sur-Creuse (Indre-et-Loire) et inscrit aux monuments historiques le 8 août 1962.